# Maksud Ibnugadscharowitsch Sadikow
Maksud Ibnugadscharowitsch Sadikow (russisch Максуд Ибнугаджарович Садиков; * 16. März 1963 in Artschib im Rajon Tscharoda in der Dagestanische ASSR, UdSSR, heute: Russische Föderation; † 7. Juni 2011 in Machatschkala, Republik Dagestan, Russische Föderation) war Professor für Internationale Beziehungen und Islamische Wirtschaft und Sufi.

## Leben
Sadikow wurde in dem kleinen Dorf Artschib im Bezirk (Rayon) Tscharodan im Südwesten der Republik Dagestan geboren. Die Einwohner Artschibs gehören zum Volk der Artschi und sprechen die Artschisprache, die von lediglich geschätzt 1200 Personen gesprochen wird.
Sadikow war Anhänger des Sufi-Gelehrten Sheikh Said Afandi al-Tschirkawi. Er war ein einflussreicher Gelehrter, der den islamischen Extremismus durch religiöse Aufklärung bekämpfte und in dem Institut für Theologie und Internationale Beziehungen in Machatschkala eine Verbindung von Wissenschaft und Religionsvermittlung praktizierte. Zu seinen Aufgaben gehörten unter anderem das Projekt der Übersetzung des Korans ins heutige Russisch und mehrmals die Koordinierung der Pilgerfahrten russischer Moslems zu den heiligen Stätten im wahhabitisch geführten Saudi-Arabien.
Sadikow wurde in Machatschkala erschossen und danach in seinem Heimatdorf beerdigt.

## Ausbildung und Tätigkeiten
- 1981–1986: Besuch der Russischen Staatlichen Agraruniversität (Temirjasew-Akademie) in Moskau
- 1986–1987: Forschungsassistent an der Akademie
- 1987–1990: Magisterstudium an der Akademie in Wirtschafts- und Managementwissenschaften
- 1991–1997: Arbeit an der Schule für Verwaltungswissenschaften der Akademie
- 1994–1996: Promotion an der Lomonossow-Universität in Moskau im Fachgebiet Philosophie.
- 1997–1999: Direktor im Ministerium für Nationalitätenpolitik der Russischen Föderation
- 1998–2000: Besuch der Verwaltungsakademie der Russischen Föderation
- 1999–2002: Berater im Ministerium für Bundesangelegenheiten, Nationalitäten- und Wanderungs-Politik der Russischen Föderation
- 2001–2003: Präsident der MamaDibir Rotschi Theologischen und Humanitären Akademie
- 2003–2001: Besuch der Offenen Ökologischen Universität der Lomonossow-Universität
- 2003–2011: Rektor des Instituts für Theologie und Internationale Beziehungen in Machatschkala

## Auszeichnung
Am 11. Juni 2011 wurde Sadikow posthum der Orden Muschestwa, der Orden für Mut und Selbstaufopferung der Russischen Föderation verliehen.